# Dąbrowa Rajska
Dąbrowa Rajska – osiedle w mieście Łomianki w województwie mazowieckim.
Do 1988 roku Dąbrowa Rajska stanowiła część wsi Dąbrowa. 1 stycznia 1989 roku weszła w skład nowo utworzonego miasta Łomianki.
Według stanu na dzień 31 grudnia 2008 roku posiada powierzchnię 35,5 ha i 567 mieszkańców.
Obszarem osiedla jest obszar ograniczony:
- od zachodu granicą osiedla Dąbrowa Zachodnia wzdłuż linii biegnącej równolegle do ulic: Zielona i Brzozowa oraz ulic: Wiosenna i Francuska,
- od północy granicą osiedla Łomianki Centralne wzdłuż ulicy Kolejowej,
- od południowego wschodu osią ul. Wiślanej i linią biegnącą między ulicami: Magnolii i Modrzewiową.

Na rogu ul. Szpitalnej i ul. Zachodniej znajduje się cmentarz ewangelicki, założony na początku XX wieku.

## Ulice osiedla
- Zachodnia
- Wiślana
- Kolejowa
- Modrzewiowa
- Rajska
- Brzozowa
- Dobra
- Nowa
- Rzemieślnicza
- Stara
- Szpitalna
- Wiosenna